# Margitta Pufe
Margitta Pufe (dekliški priimek Ludewig, poročena Droese), nemška atletinja, * 10. september 1952, Gera, Vzhodna Nemčija.
Nastopila je na poletnih olimpijskih igrah v letih 1976 in 1980, ko je osvojila bronasto medaljo v suvanju krogle in peto mesto v metu diska, leta 1976 pa šesto mesto v suvanju krogle. Na evropskih prvenstvih je leta 1978 osvojila srebrno medaljo v metu diska in bronasto v suvanju krogle, na evropskih dvoranskih prvenstvih pa srebrno medaljo v suvanju krogle leta 1978. 